# Посмртне почасти
„Посмртне почасти“ су збирка песама српског књижевника Симе Пандуровића. Збирка је објављена 1908. године у издању Изадавачке књижарнице Пахер и Кисић у Мостару. Сматра се значајном поетском збирком српске модерне.
Збирка садржи 38 песама, међу којима се налазе и песме Светковина, Потрес, Мртви пламенови и Ми, по милости Божјој, деца овог столећа. Централна тема збирке је смрт и људска пролазност, те се Посмртне почасти сматрају као крајњи израз песимизма карактеристичног за ово раздобље српске поезије. Пандуровићеве стихове одликује рационалност, интелектуалност, логика и јасноћа у изражају, без нејасности, ирационалних трептаја и тежњи. Међу мотивима, између осталих, издвајају се мотив мртве драге, лудила, гробља и натуралистички описи распадања лешева у гробу. Сам наслов збирке наговештава нешто што је нестало, умрло, чему се држи опело. Општи тон збирке доводи се у везу са Утопљеним душама, збирком поезије Пандуровићевог пријатеља Владислаава Петковића Диса.
Посмртне почасти су наишле након изласка на подељени пријем међу тадашњом књижевном критиком. Јован Скерлић је, написавши негативну критику под називом Једна књижевна зараза, одбацио песимизам и деструктивни смисао Пандуровићеве поезије, али је песнику признао поетски таленат. Са друге стране, Антун Густав Матош је похвалио Пандуровића описавши га као рефлексивног лирика директне аналитичне рефлексије. Збирка је имала снажан одјек међу српском омладином.

## Одлике збирке
Посмртне почасти појавиле су се 1908, у едицији Мале Библиотеке, у књизи 161-165, заједно са Нушићевим драмским фрагментом Данак у крви, и збирком приповедака Моји познаници Светозара Ћоровића. Уредник библиотеке био је Ристо Кисић и књигу је штампала Изадавачка књижарница Пахера и Кисића у Мостару. Збирка садржи, посвету, мото у виду стихова Пола Верлена, кратки предговор насловљен као Белешка и 38 песама, то јест, 1474 стихова.
Доминатни стих у збирци је јампски једанаестерац (5+6). Овим стихом је написано осамнаест песама. Пет песама је написано у комбинацији симетричног дванаестерца (6+6) и јампског једанаесетерца (5+6); четири у асиметричном десетерцу (6+4); четири песме у слободном стиху; две у комбинацији јампског једанаестерца (5+6) и симетричног десетерца (5+5), и по једна песма у другим метрима.
Пандуровић је врло добро познавао светску књижевност. Од најизразитијих утицаја на његову поезију у Посмртним почастима треба издвојити: Хамлета, филозофију Артура Шопенхауера и поезију Шарла Бодлера, Пола Верлена, Едгара Алана Поа и Виктора Игоа.
Крајњи израз песимизма епохе дошао је до свог потпуног изражаја у овој збирци. Продужавајући линију Ракићевског песмизма, страха од смрти и рационалног сагледавања несавршености и пролазности, Пандуровић је сишао, отворено и намерно, у свет бола. То његово силажење је било емотивно сужено, а рационално продужено. Док је код Ракића мера између рационалног и емотивног била складна, код Пандуровића је она поремећена у корист рационалног. . Како је приметила Исидора Секулић: "Демон мисаоности у овом особеном лиричару, више је логичар него метафизичар". Зато су главне одлике његовог песимизма: рационалност, интелектуалност, логика и јасноћа. Пандуровићев доживљај света увек је филтриран кроз интелект, тако да је емоција, која лежи иза јасно распоређених појмова и стихова, малог интензитета, чак и онда када је изражена звучним и тешким сликама. Трезвен и хладан, без нејасности, без ирационалних трептаја и тежњи, Пандуровић је изразио рационалну језу пред свемоћним злом у свету.

### Предговор
Сима Пандуровић је штампао у првом издању краћи предговор, који је насловио Белешка. Предговор је написан у оштрој, полемичкој интонацији. Готово свака његова реченица је провокација упућена читаоциома и критичарима. Књига се објављује, каже се, без икакаве намере писца, по жељи уредника и на препоруку познаника. Пандуровић истиче да ће се о књизи говорити похвално или не, или се о њој уопште неће ни говорити. Таштина је писаца да се о њиховом делу говори похвално, а писац ових редова се одређује као ташт. Из овог разлога, није му важно да ли ће то мишљење бити искрено, све док оно буде повољно. Белешка се закључује реченицом: 
Наш је бол исувише дубок да бисмо могли не презирати друге; а наш живот исувише јадан да бисмо собом били задовољни.

### Посвета
Збирка је посвећена Вели Нигриновој, глумици Народног позоришта. Премда се популарно верује да је мотив мртве драге у Посмртним почастима инспирисан смрћу глумице, та тврдња није истинита. Наиме, збирка је изашла у марту 1908, док је Вела Нигринова умрла у децембру исте године. Уз то, не треба заборавити да су поједине песме са овим мотивом први пут штампане по часописима неколико година пре него што су се нашле окупљене у збирци. Тако су рецимо Мртви пламенови, који на тематском нивоу најизразитије садрже мотив мртве драге, штампани у Књижевној недељи 1904, четири године пре Велине смрти.

### Теме и мотиви

#### Смрт
Смрт је за Пандуровића трагична истина живота. Премда се може говорити о широкој лепези емоција присутних у збирци, као што су сета и меланхолија, гнев и огорчење, бол и туга, страх и ужас, сва та стања проистичу из јединственог расположења, које је, готово увек, изазвано медитацијама о пролазности живота и коначности лирскога субјекта. Смисао живота разрешава се увек на гробљу "где хумке смис'о живота сведоче" (Немир мртвих). Једина могућност коју прихвата песнички субјект је тоњење доле и препуштање демонски привлачим снагама понора, које су прихватљивије, него банално земаљско живљење. У појединим песмама, каква је рецимо Јамб о свршетку, доводи се у питање и бесмртност људске душе. У трећој строфи ове песме, делови тела, који су везани за људску осећајност и мисаоност (срце и мозак), представљају се у будућности као храна и извор живота за црве. У Песми "Miserere" опевана је песникова визија сопствене смрти, како телесне (погреб), тако и духовне (смрт идеја и идеала).

#### Мртва драга
Љубав је у овој збирци пропраћена загробним темама и муклим акордима смрти. Она није светао тренутак радости, већ се доживљава као нешто што је било и пропало. Зато је мотив идеалне драге остварен кроз мотив мртве драге, који се налази у смисаоном и поетичком средишту збирке. Смрт драге је један од најдубљих узрока трагичног и песимистичког осећања света у Пандуровићевој поезији, језгро око кога се генеришу све слике телесне пропадљивости и ругобне стварности. Познати су Пандуровићеви натуралистички описи женског тела које се под земљом распада, црвља и трули.

#### Лудило и одбацивање друштва
У песми Светковина се слави потпуно одвајање двоје заљубљених од депримирујуће свакодневице и уздиже помрачење свести као једина могућа бивствујућа стварност. Она је у песми дата као инверзивна и готово пасторална реалност, један болнички елемент у коме је парадоксално могућа идеална и апсолутна љубав.. Ругобност јесењег пејзажа у песми Мртва јесен није повод ни за какву меланхолију или елегични тон, већ жељу за одрицањем од свега уобичајеног и друштвено прихватљивог. Ова песма се завршава стихом:Ја ћу радо кретен бити. У песми Потрес изражен је захтев за гашење сећања, за потискивање свих психичких садржаја у заборав. То је став укидање света и човека, опроштај на рубу духовне абдикације и презира према животу.

## Рецепција

### Књижевна болест
Јован Скерлић је у Српском књижевном гласнику, 1909, књ. XXII, бр. 8, написао негативну критику под насловом Једна књижевна зараза. Иако је Пандуровића окарактерисао као једног од бољих и оригиналнијих песника млађе генерације, Скерлић је саму збирку Посмртне почасти окарактерисао као опасну књижевну болест. За њега је млади нараштај кренуо опасним путевима неверице, сумње и негације, и то баш у време када је земља прикупљала снагу за велике историјске догађаје. Скерлић истиче да је Пандуровић безусловни песимиста, који види само злокобну авет смрти, опевајући је у свим ставовима, у свим приликама и у свим могућим фигурама и тропима. На њега је ова збирка, по сопственим речима, оставила утисак нечег врло тешког и врло мучног, као да је песник читаву ноћ провео крај мртваца, у задаху воштаних свећа и тела које се распада. Песму Светковина, по којој је Пандуровић данас најпознатији, окарактерисао је као месечарску халуцинацију, врућично бунцање, тромом парафразом Бодлера и литераторско глумачење. Угледни критичар је сматрао да ни Пандуровићева версификација није беспрекорна, то јест, да је заморно једнолика, неприлично угласта, а каткад и неправилна. Посебно му је замерио гомилање страних речи. Међутим, и поред ових оштрих критика упућених Пандуровићевом песничком остварењу, Скерлић је истакао да у збирци каткад има оригиналних осећања, упечатљивих душевних стања, и снажног личног акцента, какав се до тада није јављао у српској поезији. Похвалио је песме У пролазу јуче, Са својима, Потрес, Резигнација и поједине делове Мртвих пламенова.

### Матошева одбрана
Хрватски песник и књижевни критичар Антун Густав Матош, који је у то време већ дужи низ година живео и стварао у Београду, написао је и објавио текст Лирика Симе Пандуровића. Он је написан као отворени и директни полемички одговор на Скерлићеву негативну рецензију. У њему је Матош устао у одбрану поезије Симе Пандуровића и песимизма у поезији младих песника. Матош је указао да оно што српски критичар са неодобравњем назива декаденцијом, заправо није никакво пропадање европске културе већ њен препород, истакнувши да њој припадају тренутно највећи европски песници од Француске до Русије.. Такође је истакао да Дучић и Ракић, које је Скерлић хвалио, много више имитирају француске модернистичке песнике, да се у односу на њих у Пандуровићевој поезији слабије осећа утицај савремених декадетних песника, чак и да би се могло рећи је његова лирика анархона у односу на савременост и да припада старијем типу поезије. Док већина модерних лирика нагиње сажетом и лапидарном облику, Пандуровић употребљава дуже драмске облике монолога или солилоквија. Док модерни лирик ретко када пева о себи, лирско ја у Посмртним почастима је обликовано директним исповедним тоном свог безграничног субјективизма. Док су декаденти песници сензације или симболске рефлексије, Сима Пандуровић је чист рефлексивни лирик директне аналитичне рефлексије. Матош слабу страну његове поезије види у слабој форми и у употреби туђица, док као њену највећу вредност истиче песниково умеће да сугерише мутна душевна стања и што је српску књижевност обогатио новим сликама психичког живота. На крају закључује да је Пандуровић од свих српских савремених песника најдубљи. Предвиђајући му да ако се претвори из аналитисте у артиста, из песимисте у индиферендисту, приступачног и радостима, а не само боловима живота, не упропасти ли га политика и свакидашњост као толике наше живе покојнике, он ће бити прави пјеснички изабраник младе Србије...

### Читаоци
Пандуровићева поезија је имала снажни одјек међу младима. Познато је да су припадници Младе Босне, укључујући и Гаврила Принципа, ову поезију доживљавали као своју. У свом приказу Пандуровићеве збирке Оковани стихови, Иво Андрић истиче утицај Посмртних почасти на његову генерацију: 
Кад је говор о лирици Симе Пандуровића ми и нехотице помишљамо увек само на први део ове лирске трилогије. У том има и много личног доживљаја. Јер кад су изишле посмртне почасти, оне су постала једна од оних књига које отежаваху наше студентске џепове, и које су касније, кад се наш поглед изоштри и у многом промени, не бришу лако из душе и из сећања. А већ кад против тој књизи иступи свом дивном спремом и прирођеном вехемацијом књижевни ауторитет у особи Јована Скерлића да отклони њену "књижевну заразу" песимизма, ми најмлађи фанатички завољесмо ту књигу, коју нису схватили и којој су учинили криво.

### Потврда естетске вредности
О самој збирци и Пандуровићевој поезији писали су неки од најзначајнијих културних радника Србије. Између осталих: Исидора Секулић, Божидар Ковачевић, Велимир Живојиновић, Павле Поповић, Ксенија Атанасијевић, Радомир Константиновић, Миодраг Павловић и многи други. Ови текстови утврдили су Посмртне почасти као део канона српске књижевности. Пандуровићева песма Светковина, која је први пут објављена у овој збирци, саставни је део обавезне лектире за трећи разред четворогодишњих, средњих школа.